# Hans-Jochim Brauer
Hans-Jochim Brauer (* 26. August 1945 in Helmstedt) ist ein deutscher ehemaliger Bundestagsabgeordneter (Die Grünen).

## Leben

### Ausbildung und Beruf
Brauer studierte Sport, Biologie sowie Pädagogik und war Lehrer an der Hauptschule Königslutter, einer Orientierungsstufe sowie einer Schule der Kinder- und Jugendpsychiatrie.

### Politik
Bei der Bundestagswahl 1987 wurde Brauer über die Landesliste Niedersachsen der Grünen in den Deutschen Bundestag gewählt, dem er bis zum Ende der 11. Wahlperiode im Dezember 1990 angehörte. Im Bundestag war Brauer Ordentliches Mitglied des Sportausschusses sowie Stellvertretendes Mitglied des Ausschusses für Umwelt, Naturschutz und Reaktorsicherheit.
Daneben war er Kreisvorstandsmitglied des Bundes für Umwelt und Naturschutz (BUND).